# Calf Creek Canyon
Der Calf Creek Canyon liegt im südlichen Utah im Südwesten der USA, zwischen den Orten Escalante und Boulder City und ist Teil des Grand Staircase-Escalante National Monuments. Der durch den Canyon von Nord nach Süd fließende Calf Creek erhielt seinen Namen durch die frühen Siedler (engl. pioneers), die den Canyon als natürlichen Pferch nutzten, um die Kälber zu entwöhnen.
Man erreicht den Canyon über den Utah State Route 12 südlich von Boulder City. Der Eingang liegt an einer Stelle, die mit Calf Creek Recreation Area bezeichnet ist. Von hier führt ein etwa 5 km langer Wanderweg (engl. trail) zum Fuß der Lower Calf Creek Falls, einem spektakulären, etwa 40 Meter hohen Wasserfall.

## Der Wasserfall
Die Lower Calf Creek Falls waren viele Jahre lang einer der versteckten und wenig besuchten Attraktionen im südlichen Utah, doch durch die Schaffung des National Monuments wurden sie nach und nach besser bekannt. Der Calf Creek, dessen Quelle etwa 12 km oberhalb der Fälle liegt, fließt zunächst durch den oberen Calf Creek Canyon und durchströmt kurz vor dem Wasserfall einen V-förmigen Kanal, bis er in Kaskaden über fast vertikale Klippen 40 Meter in die Tiefe stürzt. Das Wasser wird von einem großen Teich aufgefangen, der auf drei Seiten von hohen Wänden aus Navajo-Sandstein eingefasst wird. Die hoch aufragenden Felsen sind dicht am Wasser von großen Flecken leuchtend blauer und grüner Algen bedeckt und tragen dunkle vertikale Streifen aus Wüstenlack (engl. desert varnish). Die ganze Szene gehört zu dem Schönsten, was man im an Attraktionen reichen südlichen Utah entdecken kann.
Obwohl die Fälle nur 300 Meter vom Highway entfernt liegen, können sie von dort aus nur durch eine waghalsige Kletterei abwärts in den oberen Canyon besichtigt werden. Der normale Zugang ist ein etwa 5 km langer Pfad, der am Parkplatz der Calf Creek Recreation Area beginnt. An dieser Stelle erlauben die niedrigeren Canyon-Wände erstmals, dass die Straße auf die Höhe des Calf Creeks abfällt und dort bleibt, bis der Bach etwa 2 km weiter südlich in den Escalante River mündet.

## Der Canyon

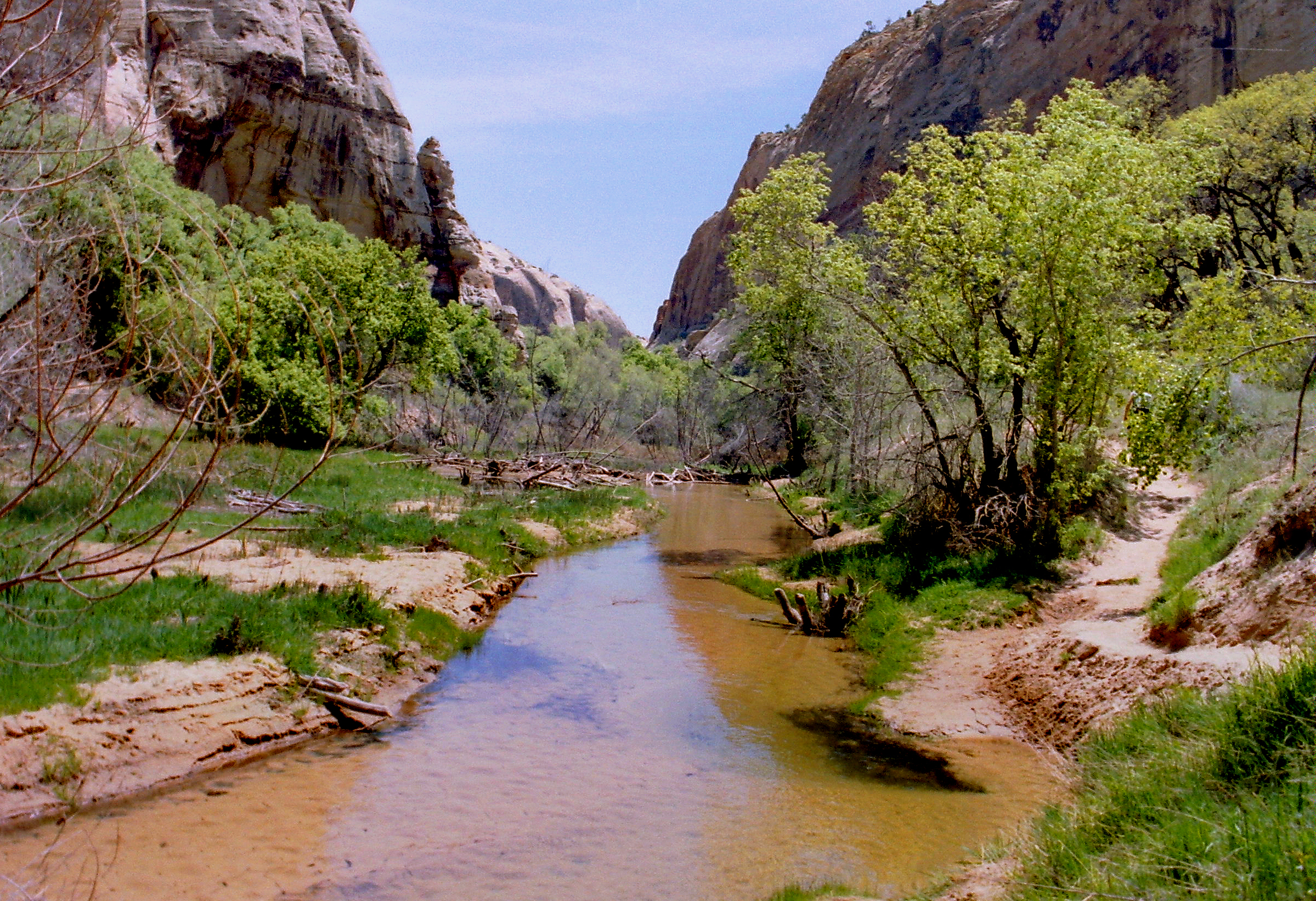
Calf Creek.

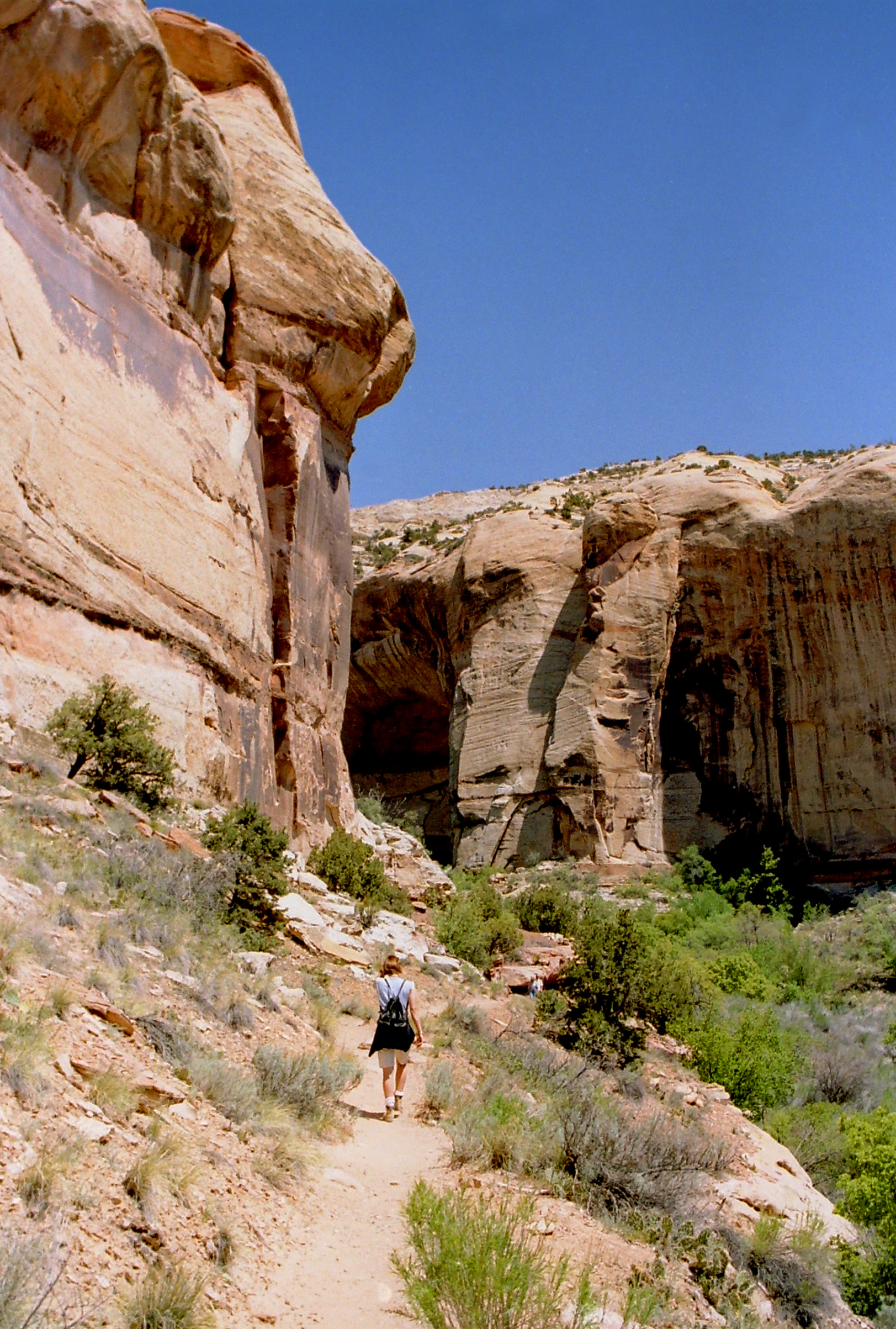
Calf Creek Canyon.

Der Trail zum Wasserfall besitzt insgesamt nur eine geringe Steigung, hat aber stellenweise einige steile und sandige Abschnitte und ist einer starken Sonneneinstrahlung ausgesetzt. Der Weg zu den Wasserfällen und zurück dauert etwa 3–4 Stunden und verläuft auf der Westseite des Baches, allgemein einige Meter über dem Canyonboden, der durchweg von Schilf und dichtem Gras bedeckt ist. Man passiert drei Stellen mit indianischen Felsmalereien (Petroglyphen), und die Ruinen zweier ehemaliger steinerner Kornkammern in den Felswänden der gegenüber liegenden Canyonseite. Nach etwa 3 km verläuft der Pfad näher am Bach und wird schattiger, denn die Canyonwände werden steiler und der Weg führt durch ein von Bäumen und Büschen bestandenes Canyonstück. Hier beobachtet man besonders schöne dunkle Streifen von Wüstenlack an den Felsen – erzeugt durch eisenhaltige Mineralien und verdunstendes Regenwasser.
Man kann die Fälle schon aus einiger Entfernung hören, sie sind jedoch bis kurz vor Ende des Trails vor den Blicken versteckt. Sie sind nach Südosten ausgerichtet und liegen fast den ganzen Tag im Schatten – die beste Zeit zum Fotografieren ist morgens zwischen 9 und 10 Uhr.

## Tiere im Canyon
Trotz des Wüstenklimas gibt es ein reiches tierisches Leben im Canyon. Man kann Krähen, Spechte, Adler, Kolibris, Blaudrosseln, Trauertauben und wilde Truthähne beobachten. Es gibt hier auch Hirsche, Stachelschweine, Biber, Eidechsen und Schlangen.
Der Highway wurde 1938 gebaut. Bis dahin mussten Versorgungsgüter und die Post auf dem Rücken von Maultieren und Packpferden über die Hell’s Backbone Road oder den Boulder Mail Trail, beides beschwerliche und nicht ungefährliche Routen, nach Boulder geschafft werden. Es heißt, Boulder sei die letzte Stadt in den USA, die mit Maultieren versorgt wurde.